# Aeropuerto de Aitutaki
El Aeropuerto de Aitutaki  (en inglés: Aitutaki Ariport) (IATA: AIT, ICAO: NCAI) Es un aeropuerto en Aitutaki en las Islas Cook un territorio dependiente de Nueva Zelanda. El aeropuerto fue construido originalmente por los militares de Estados Unidos y Nueva Zelanda durante la Segunda Guerra Mundial. La pista de aterrizaje recientemente se sometió a una actualización de $ 3,8 millones.
El edificio terminal del Aeropuerto Aitutaki es un techo con pocas o ninguna ventana . Hay un pequeño puesto de conveniencia donde aperitivos y bebidas se pueden comprar . Resort puestos de reunión y saludar también están dentro de la terminal . Este es uno de los aeropuertos más pequeños en el Océano Pacífico.